# 2325 Chernykh
2325 Chernykh (1979 SP) là một tiểu hành tinh vành đai chính được phát hiện ngày 25 tháng 9 năm 1979 bởi A. Mrkos ở đài thiên văn Klet.